# Vranovo
Vranovo (serbocroata cirílico: Враново) es un pueblo de Serbia, constituido administrativamente como una pedanía de la ciudad de Smederevo en el distrito de Podunavlje del centro del país.
En 2011 tenía 2690 habitantes. Casi todos los habitantes son étnicamente serbios.
El pueblo está construido en los alrededores de una antigua aldea llamada "Cerje", que se menciona a principios del siglo XVIII en documentos del reino de Serbia de los Habsburgo; en el siglo XIX, el príncipe Miloš Obrenović trasladó a los habitantes de Cerje a Lipe, dentro de los planes de agrupación de población de la zona. El actual Vranovo se menciona por primera vez en 1818-1822, en documentos que se refieren al pueblo como una aldea de tan solo veinte casas. El pueblo se desarrolló notablemente en los siglos XIX-XX por su cercanía a la ciudad de Smederevo y por hallarse junto al cruce de líneas de ferrocarril de Mala Krsna.
Se ubica a orillas del río Jezava, en la periferia suroriental de Smederevo, en la salida de la ciudad de las carreteras 158 que lleva a Velika Plana y 33 que lleva a Požarevac.